# Júlio da Silva Carvalho
Júlio da Silva Carvalho (1821-1903) foi violinista, professor e compositor de danças para os bailes do Funchal produzindo diversas polkas, valsas e quadrilhas.

## Biografia
Júlio dedicou a vida ao ensino primário, tendo sido professor durante cerca de 60 anos dos quais 53 foram na direção do Colégio Funchalense, instituição que ele mesmo fundou em 1845. Júlio da Silva Carvalho também se dedicou ao domínio político sendo vereador da Câmara Municipal do Funchal e membro da Comissão Distrital e dedicou parte da sua vida ao jornalismo, com colaborações nos periódicos "O Estudo" e "A Ordem". O seu nome é referido por Platon de Waxel como um dos principais músicos da sociedade funchalense, na segunda metade do século XIX.
Integrou uma geração de músicos onde se destinguiram Cândido Drumond e Vasconcelos, Agostinho Martins e José Sarmento. Para além da música também se destinguiu como intérprete de violino nas orquestras dos bailes funchalenses, como compositor dedicou a sua obra a danças de baile.